# Oficina de Gobierno de la República Checa

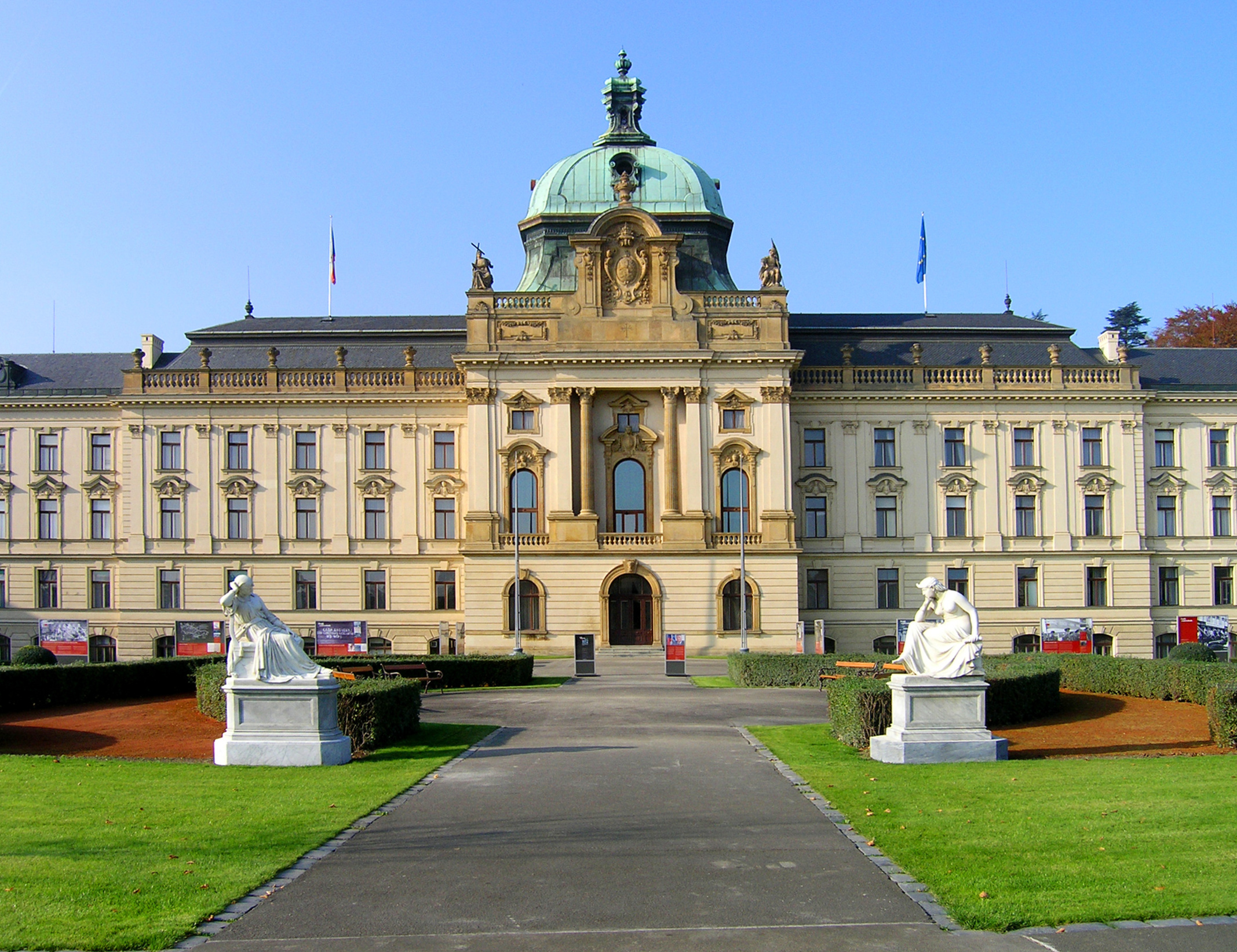
Fachada del Edificio del Gobierno de la República Checa en octubre de 2010.

La Oficina de Gobierno de la República Checa (en checo: Úřad vlády České republiky) es el órgano central de la administración pública y cumple los deberes conectados con el aseguramiento profesional, organizativo y técnico de la actividad del Gobierno de la República Checa y de sus órganos. La Oficina de Gobierno de la República Checa se dedica a las condiciones del trabajo de las secciones profesionales del presidente del Gobierno y de los miembros del Gobierno organizativamente incorporados en su estructura. A los órganos del Gobierno, de cuyo funcionamiento se ocupa la Oficina del Gobierno de la República Checa, pertenecen p. ej. el Consejo Legislativo, el Consejo de Seguridad del Estado y el Consejo del Gobierno de la República Checa para los derechos humanos. La Oficina del Gobierno también administra varios edificios representativos que pertenecen a la propiedad del Gobierno – p. ej. la Mansión de Kramář (Kramářova vila), el Palacio de Hrzánský (Hrzánský palác) o la mansión del expresidente Edvard Beneš en Sezimovo Ústí. Estos edificios son principalmente aprovechados para las sesiones del Gobierno, las negociaciones laborales o para el alojamiento del nivel más alto para las delegaciones extranjeras. Tiene su sede en la Academia de Straka, un edificio neobarroco construido a finales del siglo XIX que había servido anteriormente como residencia para los estudiantes pobres de las nobles familias checas.
La Oficina de Gobierno de la República Checa organiza visitas guiadas para el público y para las escuelas en el área de la Academia de Straka. Los visitantes pueden ver el espacio representativo, la sala de sesiones del Gobierno y descubrir el ambiente en que trabaja el primer ministro y su equipo.